# Adolf Dassler
Adi Dassler, egentligen Adolf Dassler, född 3 november 1900, död 6 september 1978, var en tysk skoutvecklare och industrialist, ägare till Adidas.
Adi Dassler började under 1920-talet att utveckla skor hemma i Herzogenaurach i Bayern tillsammans med sin bror Rudolf Dassler och kunde under 1930-talet fira framgångar på löparbanorna med skor som låg långt fram i utvecklingen. Bröderna och deras skor steg in på världsscenen under Olympiska spelen i Berlin 1936 då Jesse Owens tog fyra guldmedaljer med "Geda-skor" på fötterna.
Tre månader efter att Hitler blev rikskansler i Tyskland gick Adolf Dassler och hans broder Rudolf med i Nationalsocialistiska arbetarpartiet. De var medlemmar under hela kriget och ställdes efter kriget inför en denazifikationskommité, inledningsvis med den näst högsta anklagelsegraden "Belasteter" vilken senare sänktes men Adolf fick ändå inte styra företaget igen förrän 1947 vilket var grunden till en del av tvisten med brodern Rudolf.
Efter andra världskriget orsakade en tvist med brodern att Adi Dassler startade ett eget företag, Adidas, medan Rudolf Dassler startade Puma. Brödernas konflikt varade hela livet.
Under 1950-talet fortsatte framgångarna och Adidas växte under Dasslers ledning till det ledande märket inom sportindustrin. 1954 var Dassler den första med skruvdobbar på fotbollsskorna. Dassler var själv med och skötte utvecklingen och testerna av skorna. Det var också Dassler som först började använda die drei Streifen på skorna, vilket han gjorde från början för att stabilisera dem. Inte minst inom fotbollen har Adidas tidigare haft en dominerade ställning där Adi Dassler sågs som en av de inflytelserika personerna under 1960- och 1970-talet. 
När Adi Dassler dog 1978 tog sonen Horst Dassler över företaget.